# Hotagens naturreservat
Hotagens naturreservat ligger i Krokoms och Strömsunds kommun, Jämtland. Stora delar av reservatet ligger inom Hotagens socken. Naturreservatet är 113 000 hektar, nästan lika stort som Öland och bildades år 1993.
Inom naturreservatet finns Murfjället och Munsfjället, båda cirka 1 200 meter över havet. Bland de lägre fjälltopparna kan nämnas Stensfjället, Gråberget, Skalfjället, Stor-Erfjället och Vinklumpen. Här finns två urskogsområden, Gråberget i öster och Tjärnafjäll i söder. Gråberget är Jämtlands största urskogsområde med grovstammiga och högväxta granar, där de äldsta är drygt 350 år gamla. I Tjärnafjälls urskog är de äldsta träden cirka 400 år.
Största delen av reservatet är renbetesfjäll där Jijnjevaerie sameby har året-runtmarker för renskötseln. Hotagens naturreservat präglas av den samiska kulturen, både fornlämningar och nutida anläggningar för renskötsel. Vid Bågavattnet ligger Vinklumpens lappläger, ett gammalt vår- och höstviste som ännu används av Jiingevaerie sameby. Bågavattnet-Vinklumpen är riksintresse för kulturmiljövården.
Ett flertal större sjöar finns i reservatet, bland annat Stor-Fulvurn, Stor-Stensjön, Fälpvattnet, Rörvattnet och Nils-Jonsavattnet. Ammerån har sina källflöden i Hotagsfjällen.